# Байло Сергій Ілліч
Сергі́й Іллі́ч Байло́ (17 листопада 1892, хутір Писарщина — 20 листопада 1937, Київ) — командир полку Дієвої армії Української Народної Республіки, згодом — один із діячів Червоної армії.

## Життєпис
Народився 17 листопада 1892 року поблизу села Яхники на хуторі Писарщина Свиридівського повіту Харківської губернії (нині в Лохвицькому районі Полтавської області). У 1914 році закінчив Миколаївське кавалерійське училище, вийшов корнетом до Приморського драгунського полку, у складі якого брав участь у Першій світовій війні. Останнє звання в російській армії — штабс-ротмістр.
З січня 1918 року — ад'ютант командира Гайдамацького Коша Слобідської України Симона Петлюри. З 17 березня 1918 року — помічник командира 3-го Гайдамацького полку Армії УНР, був членом надзвичайного полкового суду з покарання полонених більшовиків. З квітня 1918 року — помічник командира 3-го кінно-козацького Київського полку Армії УНР, згодом — Армії Української Держави, що стояв у Василькові. З 1 січня 1919 року — осавул при військовому міністрі Української Народної Республіки Олександрі Греківу. З 14 лютого 1919 року — у розпорядженні Наказного отамана. З квітня 1919 року — помічник командира Кінного полку Січових стрільців Дієвої армії УНР Франца Бориса. З жовтня 1919 року — командир цього полку.
У грудні 1919 року на чолі більшої частини полку приєднався до отамана Волоха, який оголосив про створення т. зв. Української комуністичної армії та прагнув до з'єднання з більшовиками.
У подальшому був командиром 2-го Гайдамацького кінного полку т. зв. Української комуністичної армії. У лютому 1920 року цей полк було влито до 60-ї стрілецької дивізії РСЧА, де він становив дивізійну кінноту. Був командиром кінного полку та кінної бригади 60-ї дивізії (так звані «байлівці»). З грудня 1920 року — командир 7-го кінного полку Червоного козацтва. Згодом — помічник командира 17-ї кавалерійської дивізії Григорія Котовського.
Брав участь у придушенні селянського Тамбовського повстання проти радянської влади, воював проти українських частин Юрка Тютюнника, був нагороджений двома орденами Червоного Прапора. З 1922 року — командир кінного полку 24-ї стрілецької дивізії, трохи згодом — командир 1-ї, а потім — 2-ї бригад 3-ї Бессарабської кавалерійської дивізії.
З 1925 року — начальник кафедри тактики Військово-технічної академії (Москва). Захистив дисертацію на звання доктора військових наук. З 1932 року — начальник штабу 2-го кінного корпусу імені Г. Котовського. 12 вересня 1937 року був заарештований за звинуваченням в участі у так званій військово-фашистській змові. Під час слідства на допитах особлива увага приділялася зустрічам з Григорієм Сиротенком та Омеляном Волохом у 20-30-х рр.
19 листопада 1937 року був засуджений до розстрілу. Страчений у Києві.